# Stele Kululu 2

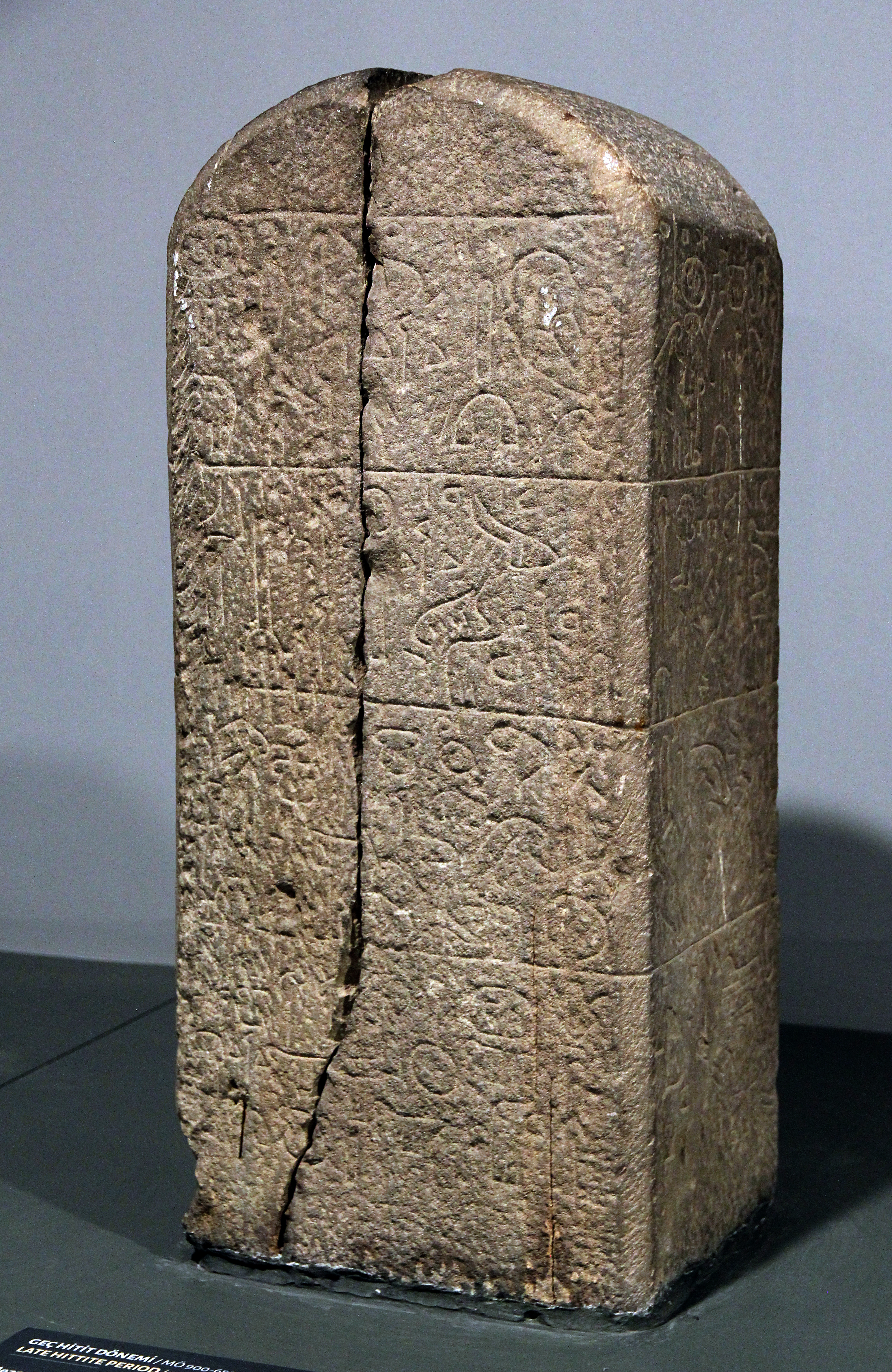
Kululu 2, Seite B

Die Stele Kululu 2 ist eine von mehreren Stelen mit Inschriften in luwischen Hieroglyphen, die in der Umgebung des türkischen Ortes Kululu gefunden wurden. Sie werden dem neo-hethitischen Königreich Tabal zugerechnet, das in der ersten Hälfte des 1. Jahrtausends v. Chr. in der Zentraltürkei bestand. Sie werden ins 8. Jahrhundert v. Chr. datiert und sind im Archäologischen Museum Kayseri ausgestellt.

## Fund
Die Stele Kululu 2 fand 1945 der deutsche Vorderasiatische Archäologe Helmuth Theodor Bossert im Ort Kululu im Bezirk Akkışla der Provinz Kayseri. Genauere Informationen über die Fundumstände sind nicht bekannt. Das Stück wurde dann ins Archäologische Museum von Kayseri verbracht, wo es die Inventarnummer 2340 erhielt. Bossert publizierte die Stele in der ersten Ausgabe des Jahrbuchs für kleinasiatische Forschungen 1951. Der Text wurde von Piero Meriggi und John David Hawkins behandelt. Hawkins nahm schließlich die Stele 2000 in sein  Corpus of Hieroglyphic Luwian Inscriptions auf.

## Beschreibung
Die Stele hat einen rechteckigen Querschnitt und ist oben abgerundet bei geraden Seiten und abgeschrägten Kanten. Die beschriebene Fläche ist 0,60 Meter hoch, die Breite beträgt vorn 0,29 Meter und an den Seiten 0,23 Meter. Das gut erhaltene Werk war längs gebrochen, ist aber restauriert. Die Rückseite ist glatt und unbeschriftet, die anderen drei Seiten sind von rechts nach links mit A, B und C bezeichnet. Die Seiten A und B tragen jeweils vier Zeilen Text, Seite C zwei Zeilen. Die Inschrift beginnt rechts oben auf Seite A, geht linksläufig weiter und verläuft dann boustrophedon bis zum rechten unteren Ende der Seite. Danach setzt sie sich in gleicher Weise auf den Seiten B und dann C fort.
Der Text ist eine Grabinschrift für einen Panunis. Zunächst stellt er sich vor, berichtet dann, dass seine Kinder für ihn dieses Dokument erstellt hätten. Er sei auf seinem Bett essend und trinkend in Gesellschaft des Gottes Santas gestorben. Es folgt eine Fluchformel, in der den Zerstörern des Grabmals angedroht wird, dass Santas’ Marwainzi-Götter ihr Andenken vernichten sollten.
Aufgrund von Ähnlichkeiten mit anderen Inschriften aus Kululu wird die Stele ins mittlere 8. Jahrhundert v. Chr. datiert.

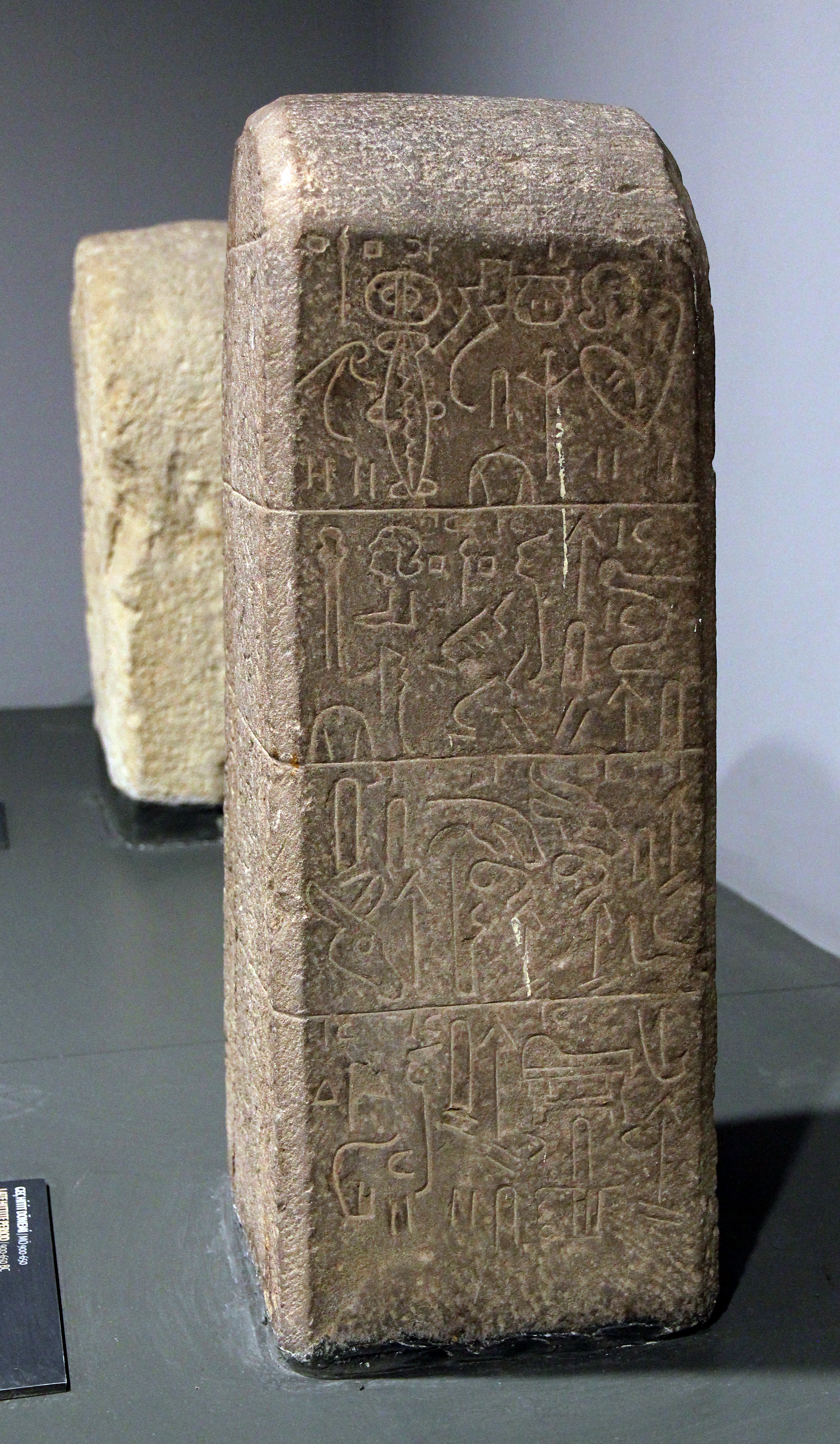
Seite A
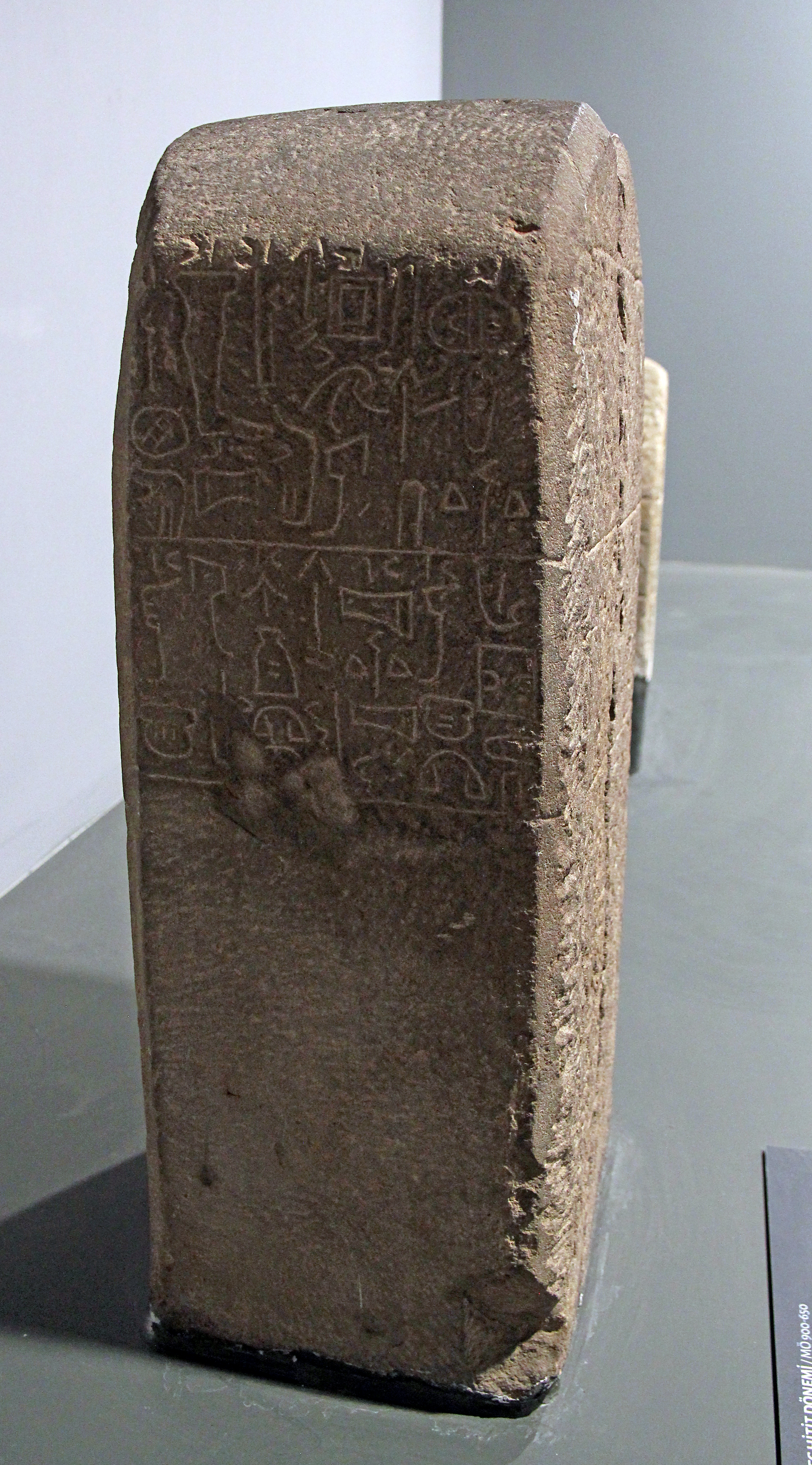
Seite C